# Stefano Gabbana
Stefano Gabbana (Milaan, 14 november 1962) is een Italiaans modeontwerper. Samen met Domenico Dolce heeft hij het modemerk Dolce & Gabbana opgericht.
Dolce en Gabbana hebben een eigen kledinghuis in Milaan. Tegenwoordig zijn ze gescheiden van elkaar en hebben ze allebei een eigen privé-huis, maar op zakelijk gebied werken ze nog steeds samen.
Dolce en Gabbana vormden sinds 1999 een koppel en gingen in 2003 uit elkaar.
- Gemeinsame Normdatei: 119389908
- International Standard Name Identifier: 0000 0003 9112 0093
- Library of Congress Control Number: n97003868
- Nationale Bibliotheek van Letland: 000169639
- Nationale Bibliotheek van Israël: 987007399014205171
- Nederlandse Thesaurus van Auteursnamen: 16572885X
- RKD-Nederlands Instituut voor Kunstgeschiedenis: 268493
- Système universitaire de documentation: 15819022X
- Union List of Artist Names: 500293256
- Virtual International Authority File: 284870892
- WorldCat: E39PBJcr96F6F3wGR8dDBrkv73